# Fistful of Steel
«Fistful of Steel» es una canción de la banda Rage Against the Machine, perteneciente a su álbum debut homónimo (lanzado el 3 de noviembre de 1992). Es la octava pista de dicho álbum. Fue escrita por Zack de la Rocha.